# 26e cérémonie des Gotham Independent Film Awards
La 26e cérémonie des Gotham Independent Film Awards, décernés par l'Independent Feature Project, a eu lieu le 28 novembre 2016, et a récompensé les films indépendants sortis dans l'année.
Les nominations ont été annoncées le 20 octobre 2016.

## Palmarès

### Meilleur film
- Moonlight

### Bingham RayBreakthrough Director
- Trey Edward Shults pour Krisha

### Meilleur acteur
- Casey Affleck pour le rôle de Lee Chandler dans Manchester by the Sea

### Meilleure actrice
- Isabelle Huppert pour le rôle de Michèle LeBlanc dans Elle

### Breakthrough Actor
- Anya Taylor-Joy pour le rôle de Thomasin dans The Witch

### Meilleur film documentaire
- O.J.: Made in America

### Meilleure série - forme longue
- Crazy Ex-Girlfriend

### Meilleure série - format court
- Her Story

### Audience Award
- Moonlight

### Special Jury Award
- Décerné à la distribution de Moonlight

### Gotham Tributes
- Amy Adams
- Ethan Hawke
- Arnon Milchan
- Oliver Stone